# 沖縄県道115号線
沖縄県道115号線（おきなわけんどう115ごうせん）は、沖縄県国頭郡本部町字東と今帰仁村字今泊とを結ぶ一般県道。

## 概要

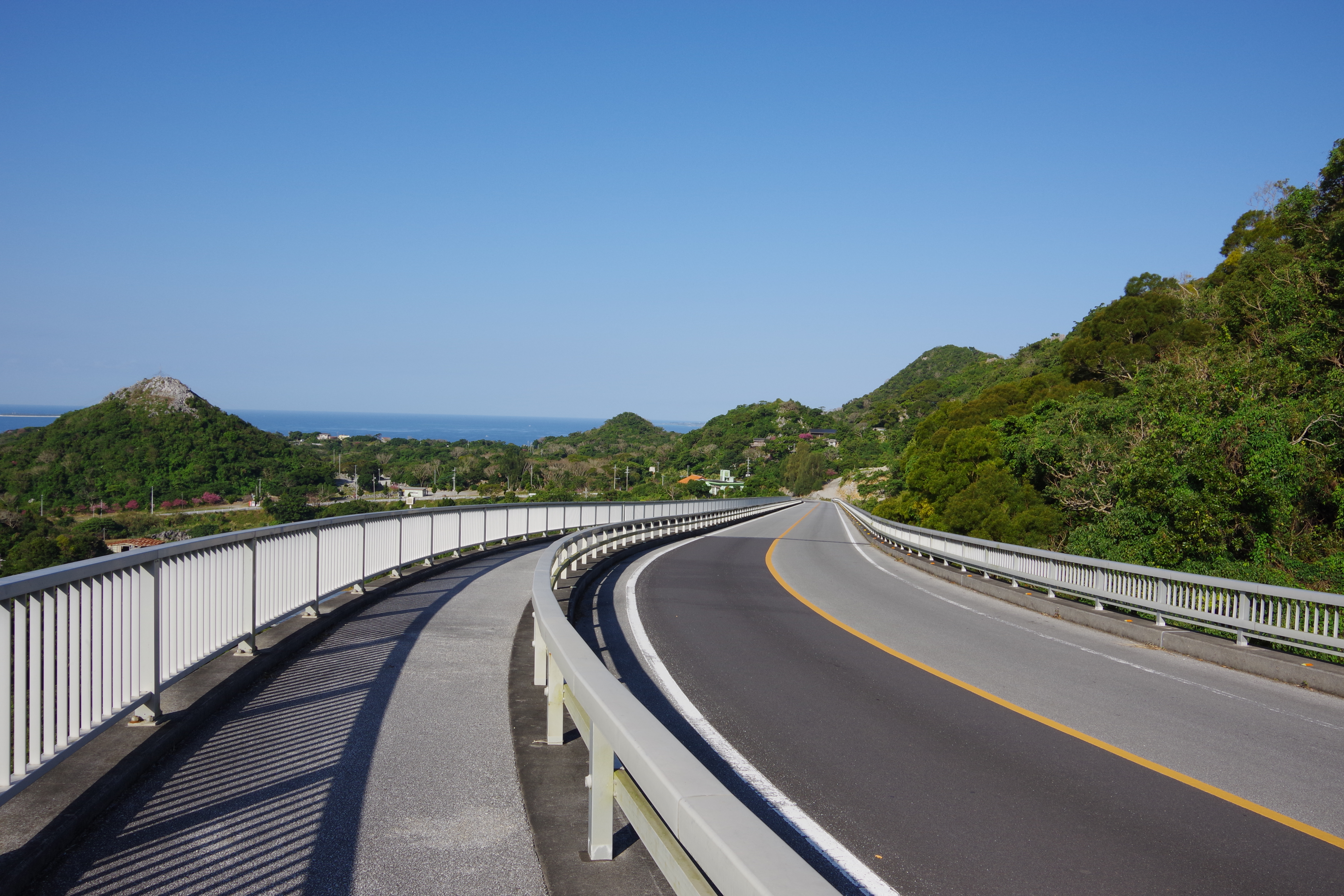
山里大橋（本部町）、奥に円錐カルスト群を望む。

### 区間
- 起点：国頭郡本部町字東（沖縄県道84号名護本部線）
- 終点：国頭郡今帰仁村字今泊（国道505号）
- 総延長：7.35km（実延長も同じ）

### 通過自治体
- 国頭郡本部町 - 国頭郡今帰仁村

### 交差する道路
- 沖縄県道84号名護本部線（起点）
- 国道505号（本部循環線・終点）

### 主要施設
- 円錐カルスト（本部町山里）
- 今帰仁城（今帰仁村今泊）

### バス
- やんばる急行バス四島線（当路線内の停留所は今帰仁城跡のみ）

## 歴史・特徴
- 1953年（昭和28年）に琉球政府道渡久地今泊線として指定。1965年（昭和40年）に政府道115号線となり、1972年（昭和47年）の本土復帰と同時に県道115号線となった。
- 琉球王朝時代に、北山城だった今帰仁城跡があり、当県道は観光道路となっている（最近は今帰仁城跡を避けるバイパスも完成している）。